# Керченская площадь
Ке́рченская пло́щадь — площадь в городе Киеве, что находится на границе Днепровского района (жилой массив Воскресенка) и Деснянского района (жилой массив Вигуровщина-Троещина) и между проспектом Романа Шухевича, проспектом Червоной Калины и Воскресенском проспектом. Названа в честь крымского города Керчь, Украина.

## Описание
Название площадь получила в 1975 году на пересечении бульвара Перова и проспекта Романа Шухевича. В конце 1970 — начале 1980-х годов, после начала застройки массивов Вигуровщина-Троещина и Серова-Радужного, на площади была создана круговая развязка проспектов Романа Шухевича, Владимира Маяковского и бульвара Перова. Во второй половине 1990-х годов круговая развязка была реорганизована в перекресток.
Площадь занимает угловое положение в северной части левого берега Киева: с неё можно добраться до массива Вигуровщина-Троещина на севере, рынка «Троещина» на востоке, правого берега Киева, массивов Оболонь, Куренёвка, Рыбальского полуострова на западе и бульвара Перова, массивов Воскресенка, Кибальчича, Радужный, Дарница, Соцгород на юге.
Площадь представляет собой обычный перекрёсток разных путей. Поблизости везде жилые здания. В одном из них расположен Центр социальных служб для молодёжи Днепровского района. Есть выход к искусственному каналу. Неподалёку на бульваре Перова расположено пожарное депо и рядом остановка 46 и 46-к троллейбусов «Керченская площадь». При этом остановка автобуса № 100 называется «Проспект генерала Ватутина».
В час-пик тут образуется большое скопление автомобилей, особенно в направление Троещины с массива Радужный и с бульвара Перова. Также из-за очень кратковременного сигнала светофора скопление имеется и в направлении Троещина — Воскресенка.

## Транспорт
- Троллейбус 30, 31, 50, 50к
- Автобусы 21, 100, 101
- Маршрутное такси 509, 504, 151, 153 и др.
- Станция метро «Дарница» (5,1 км)
- Станция метро «Почайна» (7 км)